# F. Scott Fitzgerald
Francis Scott Key Fitzgerald (n. 24 septembrie 1896, Saint Paul, Minnesota, SUA – d. 21 decembrie 1940, Los Angeles, California, SUA) a fost un scriitor precum și un autor american de ficțiune, ale cărui opere au ajutat la ilustrarea extravaganței și excesului din Epoca Jazz-ului. Cu toate că a obținut popularitate, faimă și avere în timpul vieții, nu a avut parte de mult succes după moartea sa. Poate cel mai notabil membru al "Generației pierdute" din anii '20, Fitzgerald este acum cunoscut ca unul dintre cei mai mari scriitori americani ai secolului 20. El a terminat patru romane: Dincoace de Paradis, Cei frumoși și blestemați, Marele Gatsby, și Blândețea nopții. Un al cincilea, Ultimul magnat, a fost publicat postum. Patru colecții cu povestiri scurte ale sale au fost publicate, precum și 164 de povestioare în diferite reviste în timpul vieții.

## Viața timpurie
Născut în 1896 în Saint Paul, Minnesota, dintr-o familie de clasă mijlocie înstărită, Fitzgerald a primit numele după un văr de-al său, Francis Scott Key, dar a fost întotdeauna cunoscut ca Scott Fitzgerald.  A primit numele și după una dintre surorile sale decedate, Louise Scott Fitzgerald, una dintre cele două care a murit cu puțin timp înainte de nașterea scriitorului. "Păi, cu trei luni înainte să mă nasc eu," scria el ca adult, "mama mea a pierdut ceilalți doi copii ... cred că atunci am devenit scriitor."
Tatăl său, Edward Fitzgerald, avea rădăcini irlandezo- și englezo-americane, și s-a mutat la St. Paul în Maryland după Războiul Civil American, și era descris ca fiind "un gentleman tăcut cu maniere sudice frumoase". Mama sa, Mary "Molly" McQuillan Fitzgerald, a fost fiica unui imigrant irlandezo-american care și-a dobândit averea din afaceri cu produse angro. Se spune că una din verișoarele lui Edward Fitzgerald, Mary Surratt, a fost spânzurată în 1865 pentru că a conspirat la asasinarea lui Abraham Lincoln.
Scott Fitzgerald și-a petrecut prima decadă a copilăriei sale în mare parte în Buffalo, New York, ocazional în Virginia de Vest (1898–1901 și 1903–1908) acolo unde tatăl său a lucrat pentru Procter & Gamble, precum și pentru puțin timp în Syracuse, New York, (între ianuarie 1901 și septembrie 1903). Edward Fitzgerald lucrase anterior ca vânzător de răchită; s-a angajat la Procter & Gamble după ce afacerea a eșuat. Părinții săi, catolici, l-au trimis pe Fitzgerald la două școli catolice din vestul orașului Buffalo, mai întâi la Holy Angels Convent (1903–1904, acum închisă) și apoi la Nardin Academy (1905–1908). Anii de formare în Buffalo l-au dezvăluit ca fiind un băiat cu o inteligență neobișnuită și un interes aparte pentru literatură. Mama sa iubitoare s-a asigurat că fiul ei avea toate avantajele unei familii de clasă mijlocie înstărită. Moștenirea averii unei mătuși și donațiile au asigurat familiei un stil de viață confortabil. Într-un stil neconvențional ales chiar de părinți, Fitzgerald putea participa la cursurile de la Holy Angels doar pentru jumătate de zi—și putea alege care jumătate.
În 1908, tatăl său a fost concediat de la Procter & Gamble, iar familia s-a întors în Minnesota, acolo unde Fitzgerald a fost înscris la St. Paul Academy, unde a stat între 1908 și 1911. Când avea 13 ani, i-a fost publicată, în revista școlii, prima scriitură—o poveste polițistă. În 1911, când Fitzgerald avea 15 ani, părinții săi l-au trimis la Școala Newman, o facultate catolică prestigioasă din Hackensack, New Jersey. Fitzgerald a jucat pentru echipa de fotbal american din Newman din 1912. La Newman, l-a întâlnit pe Părintele Sigourney Fay, care i-a remarcat talentul incipient în scrieri și i-a încurajat ambițiile literare.
După ce a absolvit Școala Newman în 1913, Fitzgerald a decis să rămână în New Jersey pentru a-și continua dezvoltarea artistică la Princeton University. A încercat la echipa de fotbal american, dar a fost eliminat chiar din prima zi de antrenamente. S-a dedicat întru-totul la Princeton pentru a-și cizela scrierile, și a devenit prieten cu viitori critici sau scriitori Edmund Wilson și John Peale Bishop. A scris pentru Princeton Triangle Club, Nassau Lit, și Princeton Tiger. A fost implicat și în American Whig-Cliosophic Society, care deținea Nassau Lit. Implicarea sa în Triangle—un fel de societate de comedie muzicală—a dus la aplicarea sa pentru unul dintre romanele sale la Charles Scribner's Sons acolo unde editorul a lăudat cartea, dar într-un final nu a acceptat-o. A primit invitații de înscriere din partea a patru dintre cluburile Universității, iar el a ales University Cottage Club (acolo unde biroul și materialele de scris ale lui Fitzgerald încă sunt afișate în bibliotecă) club cunoscut pentru idealul gentleman-ului stilat".
Țelurile lui Fitzgerald pentru scris la Princeton l-au adus pe lista celor care riscau să fie exmatriculați, iar în 1917 a abandonat facultatea pentru a se înrola. În timpul iernii lui 1917, Fitzgerald era staționat la Fort Leavenworth și era studentul viitorului președinte și General de armată Dwight Eisenhower pe care, inițial, l-a displăcut. Îngrijorat de faptul că ar putea muri în Război fără a-și îndeplini visurile literare, Fitzgerald a scris în grabă Egoistul romantic cu câteva săptămâni înainte să fie gata de plecare—și, cu toate că Scribners l-a respins, recenzorul a remarcat originalitatea și l-a încurajat pe Fitzgerald să înscrie mai multe cărți pe viitor.
În timp ce se afla la Princeton, Fitzgerald a întâlnit-o pe debutanta și faimoasa Ginevra King în timp ce se întorcea acasă în St. Paul. King și Fitzgerald au avut o relație romantică între 1915 și 1917. Îndrăgostit imediat de ea, conform lui Mizner, Fitzgerald "a rămas devotat Ginevrei pentru atât timp cât îi permitea ea", și îi scria "zilnic, scrisori expresive și incoerente, pe care toți tinerii iubiți le scriu". Ea va deveni inspirația pentru personajul Isabelle Borgé, prima iubire a lui Amory Blaine din Dincoace de Paradis, pentru Daisy Buchanan din Marele Gatsby, și câteva alte personaje din povestioarele și romanele sale. După ce relația lor s-a încheiat în 1917, Fitzgerald i-a cerut Ginevrei să distrugă scrisorile trimise de el. El nu a distrus niciodată scrisorile primite de la King. După moartea lui din 1940, fiica sa "Scottie" i-a trimis scrisorile înapoi lui King, iar ea le-a păstrat până la moarte și nu i le-a arătat nimănui niciodată.

## Zelda

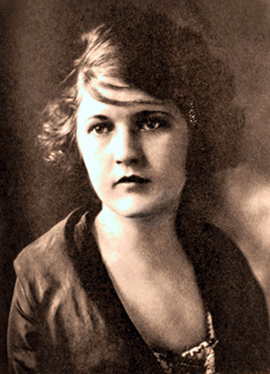
Zelda Sayre în 1917

Fitzgerald a fost numit locotenent-secund în infanterie și a fost repartizat la Camp Sheridan lângă Montgomery, Alabama. În timp ce se afla la un country club, Fitzgerald a întâlnit-o și s-a îndrăgostit de Zelda Sayre, fiica judecătorului de la Curtea Supremă din Alabama, Anthony D. Sayre și "fata de aur", cum o numea Fitzgerald, a societății din Montgomery. Războiul s-a încheiat în 1918, înainte ca Fitzgerald să fie trimis în Europa. Lăsat la vatră, el s-a mutat în New York City, sperând la o carieră în advertising ce va fi destul de bănoasă pentru a o face pe Zelda să îl ia de soț. El a lucrat pentru agenția de advertising Barron Collier, trăind într-o cameră single de pe Claremont Avenue, nr 200, în cartierul Morningside Heights din partea de vest a Manhattan-ului.
Zelda i-a acceptat cererea în căsătorie, dar după ceva timp, în ciuda locului de muncă la firma de advertising și a poveștilor scrise, el nu a convins-o că va reuși să o susțină financiar, ceea ce a făcut-o să rupă logodna.
Fitzgerald s-a întors la casa părinților din 599 Summit Avenue, din St. Paul, pentru a revizui Egoistul romantic, reintitulat Dincoace de Paradis, o poveste semi-autobiografică a anilor lui Fitzgerald la Princeton.  Fitzgerald stătea atât de prost cu banii, încât s-a angajat ca mecanic de plafoane la automobile. Romanul său revizuit a fost acceptat la Scribner în toamna lui 1919 și a fost publicat pe 26 martie 1920, devenind un succes instant, vânzând 41.075 de exemplare în primul an. A lansat cariera lui Fitzgerald ca scriitor și a furnizat un venit stabil și corespunzător nevoilor Zeldei. Ei și-au reluat logodna și s-au căsătorit la Catedrala Sf. Patrick din New York. Fiica și singurul lor copil, Frances Scott "Scottie" Fitzgerald, s-a născut pe 26 octombrie 1921.

## „Epoca Jazz-ului” (anii '20)

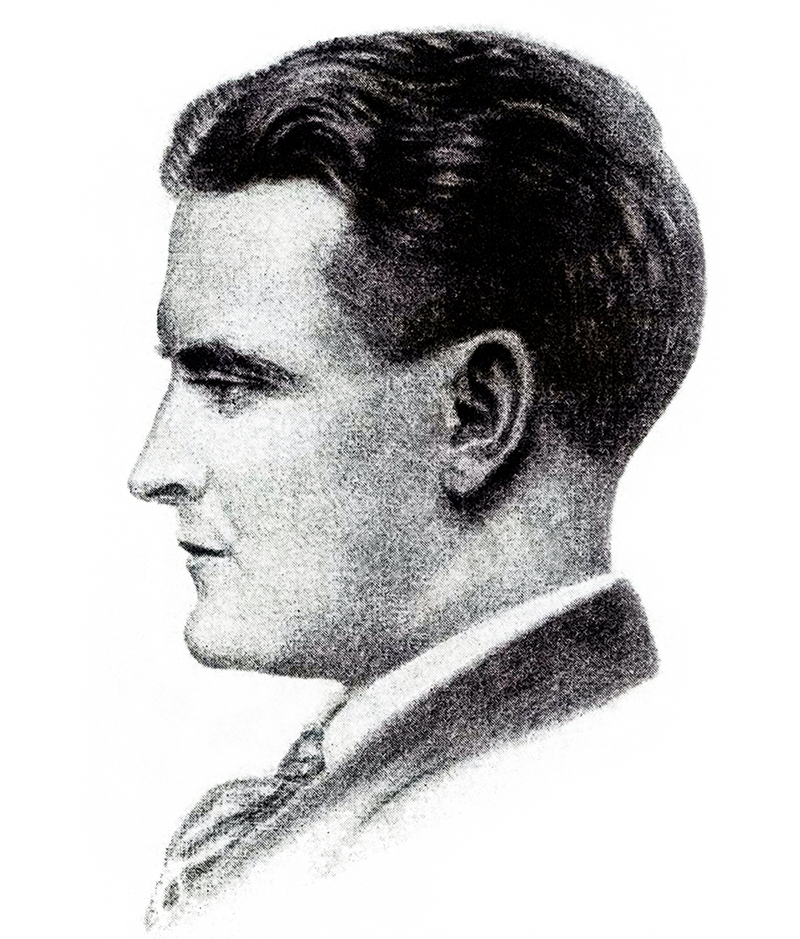
F. Scott Fitzgerald în 1921

Parisul din anii '20 s-a dovedit a fi cel mai influent capitol din dezvoltarea lui Fitzgerald. El a întreprins câteva excursii în Europa, în mare parte la Paris și pe Riviera Franceză, și a devenit prieten cu mulți membri ai comunității americanilor expatriați din Paris, cel mai notabil fiind Ernest Hemingway. Prietenia lui Fitzgerald cu Hemingway a fost una destul de exuberantă, precum multe dintre relațiile lui Fitzgerald. Hemingway nu s-a înțeles bine, însă, cu Zelda și, pe lângă faptul că a descris-o ca fiind "nebună" în memoriile sale A Moveable Feast, Hemingway a spus și că Zelda "își încuraja soțul să bea pentru a-l distrage pe Fitzgerald de la lucrul la cartea sa", cu scopul de a scrie povestirile scurte pentru reviste, pentru a câștiga banii ce le vor susține cheltuielile. La fel ca majoritatea scriitorilor profesioniști de atunci, Fitzgerald și-a suplimentat venitul prin scrierea de povestioare pentru reviste precum The Saturday Evening Post, Collier's Weekly, și Esquire, și își vindea poveștile și romanele către studiourile de la Hollywood. Această "curvăsăreală", precum Fitzgerald și, ulterior, Hemingway numeau aceste vânzări, era un subiect sensibil în discuțiile celor doi scriitori prieteni. Fitzgerald spunea că își scria inițial poveștile într-o manieră 'autentică', apoi le rescria pentru a avea "schimbări de situație și a se transforma în povești vandabile pentru reviste".

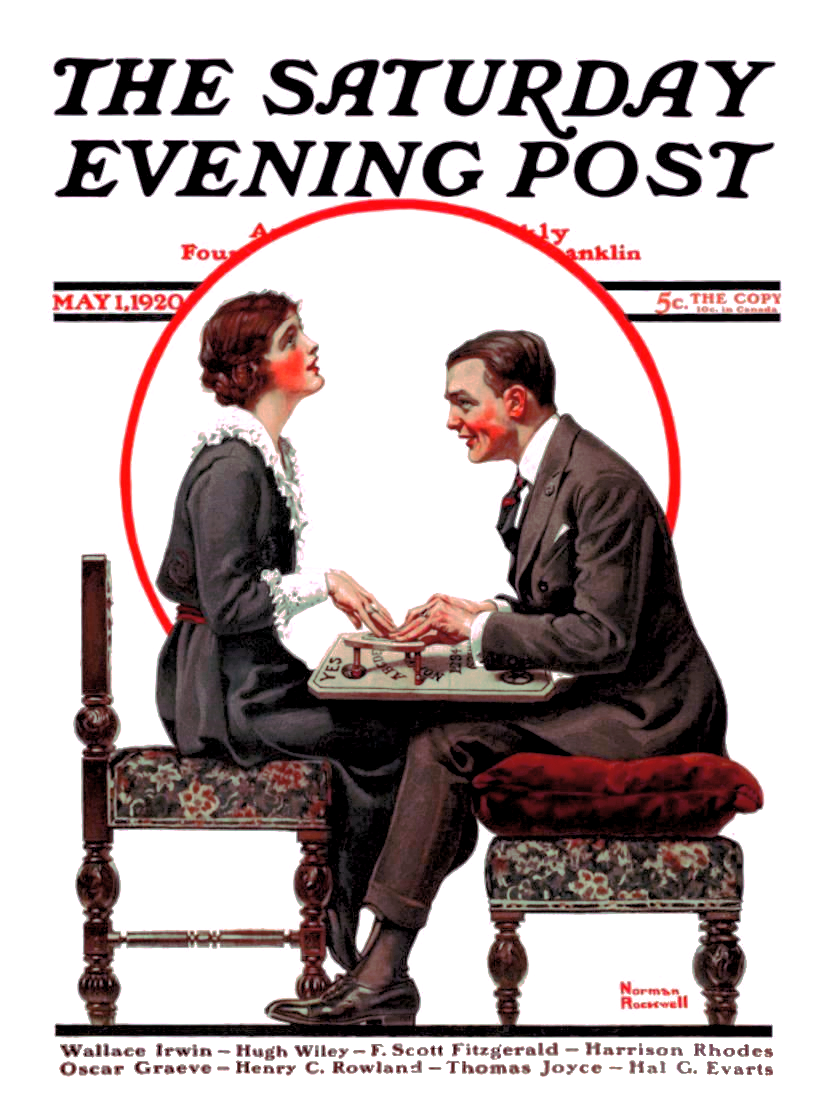
Fitzgerald scria frecvent pentru The Saturday Evening Post. Acest număr din 1 mai 1920, conținând povestea scurtă "Bernice Bobs Her Hair", a fost prima cu numele lui Fitzgerald pe copertă.

Cu toate că pasiunea lui Fitzgerald era în scrisul romanelor, doar prima sa operă s-a vândut într-atât de bine încât să susțină stilul de viață opulent pe care el și Zelda l-au adoptat, acela de celebrități din New York. (Marele Gatsby, acum considerat capodopera sa, nu a devenit popular decât după moartea lui Fitzgerald.) Din cauza acestui stil de viață, precum și a facturilor medicale ale Zeldei, Fitzgerald avea constant dificultăți financiare și se împrumuta des de la impresarul său literar, Harold Ober, și de la editorul de la Scribner's, Maxwell Perkins. Când Ober a decis să nu îi mai împrumute bani lui Fitzgerald, scriitorul a încheiat legăturile cu agentul și prietenul său de-o viață. (Fitzgerald i-a oferit, în sensul ăsta, un tribut călduros și plin de scuze în povestirea "Financing Finnegan".)
Fitzgerald a început să lucreze la al patrulea roman la sfârșitul anilor '20, dar s-a lovit din nou de dificultăți financiare, iar, în 1930, Zelda a fost diagnosticată cu schizofrenie. Sănătatea sa emoțională a rămas fragilă pentru restul vieții sale. În februarie 1932, ea a fost spitalizată la Clinica Phipps din Baltimore, Maryland. În acest timp, Fitzgerald a închiriat reședința "La Paix" din suburbia orașului Towson, Maryland pentru a lucra la cartea sa, povestea apogeului și decăderii lui Dick Diver, un tânăr psihiatru promițător care se îndrăgostește și însoară cu Nicole Warren, unul dintre pacienții săi. Cartea a avut mai multe versiuni, prima dintre ele fiind o poveste despre matricid. Unii critici au văzut cartea ca un roman autobiografic voalat ce relatează problemele lui Fitzgerald cu soția sa, efectele corozive ale bogăției și stilului de viață decadent, propriul egoism și încrederea în sine, și problema cu alcoolul. Într-adevăr, Fitzgerald era extrem de protectiv cu "materialul" său (n.t., viața lor împreună).  Când Zelda a scris și trimis la Scribner's propria versiune ficțională a vieților lor în Europa, Save Me the Waltz, Fitzgerald a fost nervos și a reușit să facă câteva modificări înainte de publicarea cărții, și i-a convins pe doctori să o priveze pe Zelda de la a scrie mai multe despre ceea ce el numea "materialul" său, care includea și relația lor. Cartea sa a fost publicată, într-un final, în 1934 ca Blândețea nopții. Criticii care au așteptat nouă ani pentru continuarea la Marele Gatsby au avut opinii mixte despre roman. Cei mai mulți au fost surprinși de structura în trei acte și mulți au simțit că Fitzgerald nu s-a ridicat la așteptările proprii. Romanul nu s-a vândut bine după publicare, dar, la fel ca și la Gatsby, reputația cărții a crescut semnificativ. Alcoolismul și problemele financiare ale lui Fitzgerald, precum și boala mintală a Zeldei, au dus la ani dificili în Baltimore. El a fost internat de nouă ori la Spitalul Johns Hopkins, iar prietenul său H. L. Mencken nota într-o scrisoare din 1934 că "F. Scott Fitzgerald a devenit deprimant. Bea într-o manieră sălbatică și a devenit o neplăcere."

## Anii la Hollywood
În 1926, Fitzgerald a fost invitat de producătorul John W. Considine, Jr., la o relocare temporară la Hollywood pentru a scrie o comedie în stil flapper pentru United Artists. Scott și Zelda s-au mutat într-un bungalou deținut de studio în luna ianuarie a anului următor, iar Fitzgerald a întâlnit-o ulterior pe Lois Moran, cu care a început o aventură. Starleta a devenit o muză temporară a scriitorului și l-a făcut să rescrie personajul feminin Rosemary Hoyt, unul din cele principale ale romanului Blândețea nopții, (care fusese masculin în primele versiuni) pentru a se asemănă aproape leit cu ea. Călătoria a amplificat dificultățile conjugale ale cuplului, iar ei au părăsit Hollywood-ul după două luni. În următorii ani, Zelda a devenit extrem de violentă și epuizată emoțional, iar în 1936, Fitzgerald a internat-o la Highland Hospital din Asheville, North Carolina.
Cu toate că a considerat munca în cinematografie înjositoare, Fitzgerald continua să aibă dificultăți financiare și a semnat un contract exclusiv cu Metro-Goldwyn-Mayer în 1937, în care era obligat să se mute la Hollywood, acolo unde a câștigat cel mai mare venit al său de până în acel moment: 29.757,87 de dolari. El a început să aibă o aventură publică cu cronicara de film Sheilah Graham. Proiectele la care Fitzgerald a lucrat au inclus două săptămâni de dialog nefolosit, împrumutate lui David O. Selznick pentru Pe aripile vântului, și, pentru MGM, revizii la Madame Curie, pentru care nu a fost menționat în caseta filmului. Singura sa mențiune la scenariu este pentru filmul Trei camarazi (film din 1938). În tot acest timp, el a lucrat și la al cincilea și ultimul său roman, Iubirea ultimului magnat, publicat postum ca Ultimul magnat, bazat pe producătorul executiv Irving Thalberg. În 1939, MGM a reziliat contractul, iar Fitzgerald a devenit un scenarist freelancer. În timpul muncii sale la Carnavalul de iarnă, Fitzgerald a devenit alcoolic și a fost tratat de psihiatrul din New York Richard H. Hoffmann.
Din 1939 și până la moartea sa din 1940, Fitzgerald s-a autosatirizat prin personajul Pat Hobby, un scriitor de la Hollywood, într-o colecție de 17 povestiri scurte, ulterior intitulate "The Pat Hobby Stories", apreciate în rândul recenzorilor. The Pat Hobby Stories au fost inițial publicate în Esquire între ianuarie 1940 și iulie 1941, chiar și după moartea lui Fitzgerald. Arhivele US Census arată că adresa sa din acea perioadă a fost reședința lui Edward Everett Horton din Encino, California în San Fernando Valley.

## Boala și moartea
Fitzgerald, un alcoolic încă din vremea facultății, a devenit notoriu în anii '20 pentru reprizele sale extraordinare de băut, care îi vor compromite sănătatea la sfârșitul anilor '30. Conform biografului Zeldei, Nancy Milford, Fitzgerald a spus că a contractat tuberculoză, dar Milford a scris că acesta a fost doar un pretext pentru a-și ascunde problemele cu băutura. Cu toate acestea, expertul în scrierile lui Fitzgerald, Matthew J. Bruccoli susține că Fitzgerald avea, de fapt, tuberculoză recurentă, și conform lui Milford, biograful lui Fitzgerald, Arthur Mizener, a spus că Fitzgerald a suferit un atac moderat de tuberculoză în 1919, iar în 1929 el a avut "ceea ce s-a dovedit a fi o hemoragie tuberculoasă". Unii au spus că hemoragia scriitorului a fost cauzată de o sângerare a varicelor esofagiene.
Fitzgerald a suferit două infarcte la sfârșitul anilor '30. După primul, petrecut în Drogheria Schwab, i-a fost impus de către doctorul său să evite efortul intens. El s-a mutat împreună cu cronicara de cancan Sheilah Graham, care trăia la Hollywood pe North Hayworth Avenue, la un cartier distanță de apartamentul lui Fitzgerald de pe North Laurel Avenue.
  Fitzgerald avea de urcat două etaje pentru a ajunge la apartamentul său; Graham stătea la parter. În seara lui 20 decembrie 1940, Fitzgerald și Graham au participat la premiera filmului This Thing Called Love cu Rosalind Russell și Melvyn Douglas în rolurile principale. În timp ce cei doi plecau de la cinematograful Pantages, Fitzgerald a început să se simtă amețit și avea dificultăți în a merge; supărat, i-a spus lui Graham, "Ei cred că sunt beat, nu?"

A doua zi, în timp ce Fitzgerald mânca o ciocolată și scria în noul său Princeton Alumni Weekly,  Graham l-a văzut sărind din scaun, apucând prichiciul, gâfâind, și căzând la podea. Ea a fugit la proprietar, Harry Culver (fondatorul orașului Culver City). După ce a intrat în apartament pentru a-i acorda primul ajutor lui Fitzgerald, el a spus, "Mi-e teamă că e mort." Fitzgerald a murit în urma unui infarct la vârsta de 44 de ani. Dr. Clarence H. Nelson, doctorul lui Fitzgerald, a semnat certificatul de deces. Trupul lui Fitzgerald a fost mutat la Mortuarul Pierce Brothers.

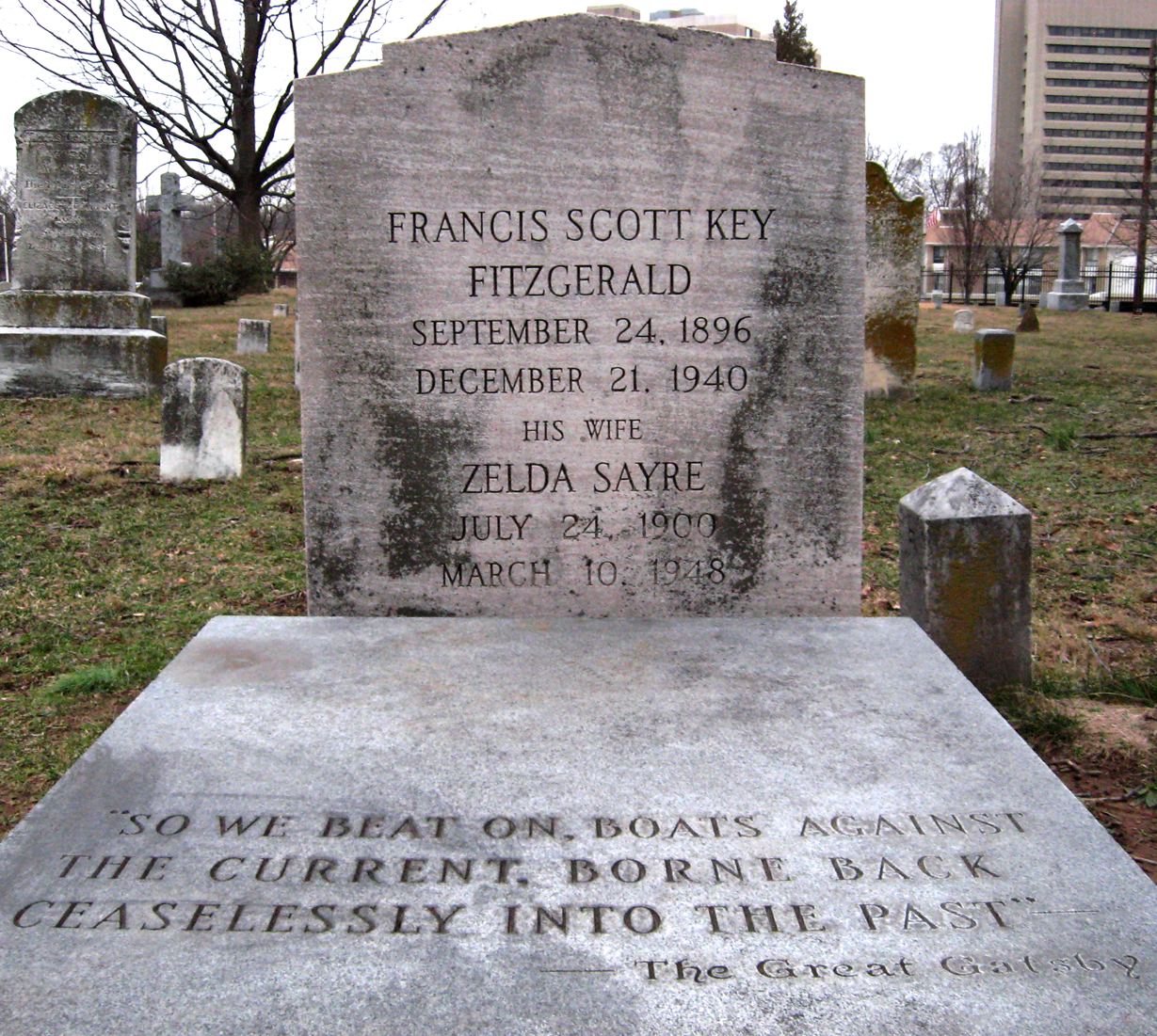
Mormântul lui Scott și al Zeldei Fitzgerald de la cimitirul St. Mary din Rockville, Maryland, inscripționat cu ultima frază din Marele Gatsby

Printre cei care au participat la priveghi a fost și Dorothy Parker, care, se presupune, că a plâns și a murmurat "săracul prost", o replică de la înmormântarea lui Jay Gatsby din romanul Marele Gatsby scris de Fitzgerald. Trupul său a fost transportat la Maryland, acolo unde au participat în jur de 20-30 de persoane la înmormântarea din Bethesda; printre participanți a fost și singurul său copil, Frances "Scottie" Fitzgerald Lanahan Smith (atunci în vârstă de 19 ani), și editorul său, Maxwell Perkins.
La momentul morții sale, Biserica Romano-Catolică a refuzat cererea familiei de înmormântare a lui Fitzgerald, un catolic nepracticant, în cavoul familiei din cimitirul catolic St. Mary din Rockville, Maryland. Fitzgerald a fost în schimb înmormântat în Rockville Union Cemetery. Când Zelda Fitzgerald a murit în 1948, într-un incendiu la Highland Mental Hospital din Asheville, North Carolina, ea a fost inițial înmormântată tot la Rockville Union. Se știe de existența unei singure fotografii cu mormântul inițial. A fost făcută în 1970 de expertul în scrierile lui Fitzgerald, Richard Anderson, și a fost publicată pentru prima oară ca parte a eseului unui prieten-expert Bryant Mangum, "An Affair of Youth: in search of flappers, belles, and the first grave of the Fitzgeralds", în Broad Street Magazine în 2016. În 1975, fiica lor Scottie a petiționat cu succes o revizuire a deciziei anterioare, iar moaștele părinților săi au fost mutate în cavoul familiei din Saint Mary.
Fitzgerald a murit înainte să termine Ultimul magnat. Manuscrisul său, care a inclus notițe adiționale pentru partea încă nescrisă a poveștii romanului, a fost îngrijit de prietenul său, criticul literar Edmund Wilson, și publicat în 1941 ca Ultimul magnat. În 1994, cartea a fost reintitulată sub numele original Iubirea ultimului magnat, care, acum, este considerat titlul preferat de Fitzgerald.
În 2015, un editor de la The Strand Magazine a descoperit și publicat pentru prima oară un manuscris de 8000 de cuvinte, datat iulie 1939, al unei povestiri scurte scrise de Fitzgerald, numit "Temperature". Crezut pierdut pentru multă vreme, acest manuscris a fost găsit printre cărțile vechi și arhivele cu manuscrise de la Princeton University, alma mater-ul lui Fitzgerald. Precum a fost descris de Strand, "Temperature" prezintă o acțiune ce se petrece în Los Angeles și urmărește povestea eșecului, bolii și declinului unui fost scriitor faimos și a vieții sale printre idolii de la Hollywood, în timp ce suferea constant de febra și se angaja în relații romantice scurte. Protagonistul este un alcoolic auto-distructiv de 31 de ani, pe nume Emmet Monsen, pe care Fitzgerald îl descrie în povestea sa ca fiind "destul de fotogenic, suplu și misterios". Sunt prezentate relațiile sale personale, în timp ce sănătatea sa este șubrezită de câțiva doctori, asistenți personali, și o actriță de la Hollywood, care este și iubita sa.  "Aș vrea să mă eschivez cu 'Nicio asemănare cu orice persoană în viață nu este intenționată' — dar nu are rost nici să încerc", scrie Fitzgerald la începutul poveștii. Bibliografiile lui Fitzgerald au menționat anterior povestea ca având numele "Femeia din casă", ca "nepublicată", sau ca "Pierdută – menționată în corespondență, dar nu există vreun transcris sau manuscris".

## Moștenirea
Munca lui Fitzgerald a inspirat scriitori încă de pe vremea când a fost publicată pentru prima oară. Publicarea romanului Marele Gatsby l-a făcut pe T. S. Eliot să noteze, într-o scrisoare pentru Fitzgerald, "Mi se pare că este primul pas făcut de ficțiunea americană de la Henry James încoace ..." Don Birnam, protagonistul cărții The Lost Weekend scrise de Charles Jackson, își spune în sinea sa, făcând referire la Marele Gatsby, "Nu există un asemenea lucru ... un roman fără de cusur. Dar dacă ar exista, acesta ar fi." În niște scrisori din anii '40, J. D. Salinger și-a exprimat admirația pentru munca lui Fitzgerald, iar biograful său Ian Hamilton a scris că Salinger s-a crezut, pentru o vreme, "urmașul lui Fitzgerald". Richard Yates, un scriitor comparat deseori cu Fitzgerald, a numit Marele Gatsby "cel mai înfloritor roman pe care el l-a citit ... un talent miraculos ... un triumf al tehnicii". După moartea sa, a fost scris într-un editorial publicat în The New York Times că Fitzgerald "era mai bun decât se credea el, pentru că, de fapt, într-un sens literar, el a inventat o generație ... El i-a interpretat și chiar ghidat, deoarece spre final ei și-au văzut libertatea nobilă și diferită amenințată cu distrugerea."
În secolul 21, milioane de copii ale romanului Marele Gatsby și ale altor opere ale sale au fost vândute, iar Gatsby, un best-seller constant, este material obligatoriu în multe licee și universități.
Teatrul Fitzgerald din St. Paul, Minnesota, care îi poartă numele, este casa emisiunii radio A Prairie Home Companion.

### Romane
- Dincoace de Paradis ("This Side of Paradise" - New York: Charles Scribner's Sons, 1920)
- Cei frumoși și blestemați ("The Beautiful and Damned" - New York: Scribners, 1922)
- Marele Gatsby ("The Great Gatsby" - New York: Scribners, 1925)
- Blândețea nopții ("Tender Is the Night" - New York: Scribners, 1934)
- Ultimul magnat ("The Last Tycoon" - New York: Scribners, neterminată, publicată postum, 1941), republicată sub numele de Iubirea ultimului magnat în 1993.

### Nuvele
- Un diamant cât Hotelul Ritz (1922) (din colecția Povestiri din epoca jazzului)
- May Day (1922) (din colecția Povestiri din epoca jazzului)
- The Rich Boy (1926) (din colecția Toți acești tineri triști)

### Colecții de povestiri scurte
- Flappers and Philosophers (New York: Scribners, 1920)
- Povestiri din epoca jazzului (New York: Scribners, 1922)
- Toți acești tineri triști (New York: Scribners, 1926)
- Taps at Reveille (New York: Scribners, 1935)
- Afternoon of an Author (New York: Scribners, 1957)
- Babylon Revisited and Other Stories (New York: Scribners, 1960)
- Povestiri cu Pat Hobby (Esquire Magazine, 1940–41)
- Povestiri cu Basil și Josephine (New York: Scribners, 1973)
- The Price Was High: Fifty Uncollected Stories (New York: Harcourt Brace Jovanovich, 1979)
- The Short Stories of F. Scott Fitzgerald (New York: Scribners, 1989)
- I'd Die For You. And Other Lost Stories, editate de: Anne Margaret Daniel (New York: Simon & Schuster, aprilie 2017)[75][76]

### Povestiri scurte
- "Bernice Bobs Her Hair" (1920) (din colecția Flappers and Philosophers)
- "Head and Shoulders" (1920) (din colecția Flappers and Philosophers)
- "The Ice Palace" (1920) (din colecția Flappers and Philosophers și Babylon Revisited and Other Stories)
- "The Offshore Pirate" (1920) (din colecția Flappers and Philosophers)
- "Strania poveste a lui Benjamin Button" (1921) (din colecția Povestiri din epoca jazzului)
- "Winter Dreams" (1922) (din colecția Toți acești tineri triști)
- "The Baby Party" (1925) (din colecția Toți acești tineri triști)
- "The Freshest Boy" (1928) (din colecția Taps at Reveille)
- "The Bridal Party" (1930)
- "A New Leaf" (1931)
- "Babylon Revisited" (1931) (din colecția Babylon Revisited and Other Stories)
- "Crazy Sunday" (1932) (din colecția Babylon Revisited and Other Stories)

### Alte opere
- The Vegetable, or From President to Postman – piesă de teatru (New York: Scribners, 1923)
- The Crack-Up – colecție de eseuri, extrase de jurnal, și scrisori (New York: New Directions, 1945)

### Edițiile Cambridge
Cambridge University Press a publicat operele complete ale lui F. Scott Fitzgerald în ediții adnotate de autor. Ediția Cambridge conține 15 volume.

Coperta primului volum din serie

| Volum | Titlu                                                  | Data publicării | ISBN              |
| ----- | ------------------------------------------------------ | --------------- | ----------------- |
| 1     | Marele Gatsby                                          | august 1991     | 978-0-521-40230-9 |
| 2     | Ultimul magnat: Un western                             | decembrie 1993  | 978-0-521-40231-6 |
| 3     | Dincoace de Paradis                                    | ianuarie 1996   | 978-0-521-40234-7 |
| 4     | Flappers and Philosophers                              | decembrie 1999  | 978-0-521-40236-1 |
| 5     | Trimalchio: O primă versiune a Marelui Gatsby          | aprilie 2000    | 978-0-521-40237-8 |
| 6     | Povestiri din Epoca Jazz-ului                          | august 2002     | 978-0-521-40238-5 |
| 7     | Orașul meu pierdut: Eseuri personale, 1920–1940        | octombrie 2005  | 978-0-521-40239-2 |
| 8     | Toți acei tineri triști                                | ianuarie 2007   | 978-0-521-40240-8 |
| 9     | Cei frumoși și blestemați                              | iunie 2008      | 978-0-521-88366-5 |
| 10    | Decada pierdută: Povești scurte din Esquire, 1936–1941 | septembrie 2008 | 978-0-521-88530-0 |
| 11    | Povestiri cu Basil, Josephine și Gwen                  | octombrie 2009  | 978-0-521-76973-0 |
| 12    | Spires and Gargoyles: Early Writings, 1909–1919        | martie 2010     | 978-0-521-76592-3 |
| 13    | Blândețea nopții                                       | mai 2012        | 978-0-521-40232-3 |
| 14    | Taps at Reveille                                       | mai 2014        | 978-0-521-76603-6 |
| 15    | A Change of Class                                      | iunie 2016      | 978-0-521-40235-4 |

## Ecranizări ale operelor
Operele lui Fitzgerald au fost ecranizate de mai multe ori. Una din primele povești adaptate a fost în 1921, în filmul mut The Off-Shore Pirate. Povestea scurtă, The Curious Case of Benjamin Button, a fost baza pentru filmul din 2008. Blândețea nopții a reprezentat baza filmului cu același nume din 1962, dar și a unei mini-serii TV din 1985. Cei frumoși și blestemați a fost filmat în 1922 și 2010. Marele Gatsby a fost inspirație pentru numeroase filme omonime, ce se întind pe o perioadă de 90 de ani: 1926, 1949, 1974, 2000, și 2013. În 1976, Ultimul magnat a fost turnat în regia lui Elia Kazan, cu Robert de Niro, Tony Curtis, Robert Mitchum și Jeanne Moreau în rolurile principale.
- 1962 Blândețea nopții (Tender Is the Night), regia Henry King
- 1974 Marele Gatsby (The Great Gatsby), regia Jack Clayton
- 1976 Ultimul magnat (The Last Tycoon), regia Elia Kazan
- 2008 Strania poveste a lui Benjamin Button (The Curious Case of Benjamin Button), regia David Fincher
- 2013 Marele Gatsby (The Great Gatsby), regia Baz Luhrmann

## Biografii, scrisori colectate
Biografiile standard ale lui Scott și ale Zeldei Fitzgerald sunt cele ale lui Arthur Mizener, numit The Far Side of Paradise (1951, 1965) și ale lui Matthew Bruccoli, numit Some Sort of Epic Grandeur (1981).
Scrisorile lui Fitzgerald au fost publicate în diferite ediții precum Dear Scott, Dearest Zelda: The Love Letters of F. Scott and Zelda Fitzgerald, ed. Jackson R. Bryer și Cathy W. Banks (2002); Correspondence of F. Scott Fitzgerald, ed. Matthew Bruccoli și Margaret Duggan (1980), și F. Scott Fitzgerald: A Life in Letters, ed. Matthew Bruccoli (1994).
O colecție de fotografii și recenzii cu F. Scott și Zelda Fitzgerald a fost realizată de Bruccoli și fiica cuplului, Frances "Scottie" Fitzgerald în cartea The Romantic Egoists (1976).

## Portretizări
Un musical despre viața lui Fitzgerald și a soției sale Zelda Fitzgerald a fost compus de Frank Wildhorn și intitulat Waiting for the Moon, cunoscut anterior ca Zelda, urmat de Scott & Zelda: The Other Side Of Paradise. Musicalul începe cu momentul când cei doi s-au cunoscut pentru prima oară, trece prin cariera lui Fitzgerald, prin viețile lor împreună (parțile bune și rele), și se încheie cu moartea lor. Musicalul a avut premiera internațională la Lenape Regional Performing Arts Center pe 20 iulie 2005 și a rulat până pe 31 iulie 2005. În rolurile celor doi au jucat actorii veterani de pe Broadway Jarrod Emick - Fitzgerald și Lauren Kennedy - Zelda.
O versiune relucrată a musicalului lui Wildhorn, intitulat Zelda – An American Love Story, cu un scenariu și versuri scrise de Jack Murphy și produs de Flat Rock Playhouse, a avut premiera la New York în 2016, și a fost prezentat de Marymount Manhattan College la National Dance Institute.
Japonezul Takarazuka Revue a creat și el un musical despre viața lui Fitzgerald. Intitulat The Last Party: S. Fitzgerald's Last Day, a fost produs în 2004 și 2006. Yuhi Oozora și Yūga Yamato au jucat în rolul lui Fitzgerald, în timp ce Zelda a fost portretizată de Kanami Ayano și Rui Shijou.
Fitzgerald a fost jucat de Malcolm Gets în filmul din 1994 Mrs. Parker and the Vicious Circle.
Altele filme includ cele pentru TV Zelda (1993, cu Timothy Hutton), F. Scott Fitzgerald in Hollywood (1976, cu Jason Miller), și F. Scott Fitzgerald and 'The Last of the Belles' (1974, cu Richard Chamberlain).
Un film bazat pe relația dintre Fitzgerald și Zelda, intitulat The Beautiful and the Damned, a fost anunțat pentru o lansare în 2011, în regia lui John Curran.
Ultimii ani ai lui Fitzgerald și aventura cu Sheilah Graham, jurnalista de cancan, a reprezentat baza filmului Beloved Infidel (1959) bazat pe memoriile omonime din 1958 ale lui Graham. Filmul îl prezintă pe Fitzgerald (jucat de Gregory Peck) în timpul ultimilor săi ani ca scenarist la Hollywood și relația sa cu Graham (jucată de Deborah Kerr), cu care a avut o aventură timp de mulți ani în timp ce Zelda era internată.
Un alt film, Last Call (2002) (Jeremy Irons în rolul lui Fitzgerald) descrie relația lui Fitzgerald cu Frances Kroll Ring (jucată de Neve Campbell) în timpul ultimilor săi doi ani de viață. Filmul a fost bazat pe memoriile lui Frances Kroll Ring, intitulate Against the Current: As I Remember F. Scott Fitzgerald (1985), care înregistrează experiențele sale ca secretară a lui Fitzgerald pentru ultimele 20 de luni de viață ale sale.
Actori care îi joace pe Fitzgerald, Pablo Picasso și Ernest Hemingway apar în piesa de teatru Villa America a dramaturgului britanic Crispin Whittell, care a avut premiera la Williamstown Theatre Festival (2007).
Tom Hiddleston și Alison Pill apar pentru scurt timp în rolurile lui Fitzgerald și Zelda în filmul regizat de Woody Allen din 2011 Midnight in Paris. Guy Pearce și Vanessa Kirby joacă cuplul în filmul din 2016 Genius.
Scott și Zelda Fitzgerald apar alături de Ernest Hemingway, Hadley Hemingway, Gertrude Stein și Ezra Pound în romanul The Paris Wife scris de Paula McLain. Romanul a fost adaptat de Sheila Yeger într-un episod din 2011 al emisiunii BBC Radio 4 Woman's Hour Drama.
Romanul West of Sunset din 2015 scris de Stewart O'Nan prezintă o relatare fictivă ale ultimilor ani ai lui Fitzgerald ca scenarist la Hollywood, precum și aventura cu jurnalista de cancan Sheilah Graham.
Z: The Beginning of Everything, un serial din 2015 produs de Amazon Prime, prezintă relația lui Fitzgerald cu Zelda, precum și viața sa de scriitor. David Hoflin este în rolul lui Fitzgerald și Christina Ricci o joacă pe Zelda.

## Traduceri
- Fitzgerald, F. Scott, Blândețea nopții, tradus de Mircea Ivanescu, București, 1974: Editura Eminescu, 357 pag.;

## Lectură ulterioară
- Glenday, Michael K. (2012), F. Scott Fitzgerald, London and New York: Palgrave Macmillan, ISBN: 978-0-333-66900-6